# Philipp Sicherer

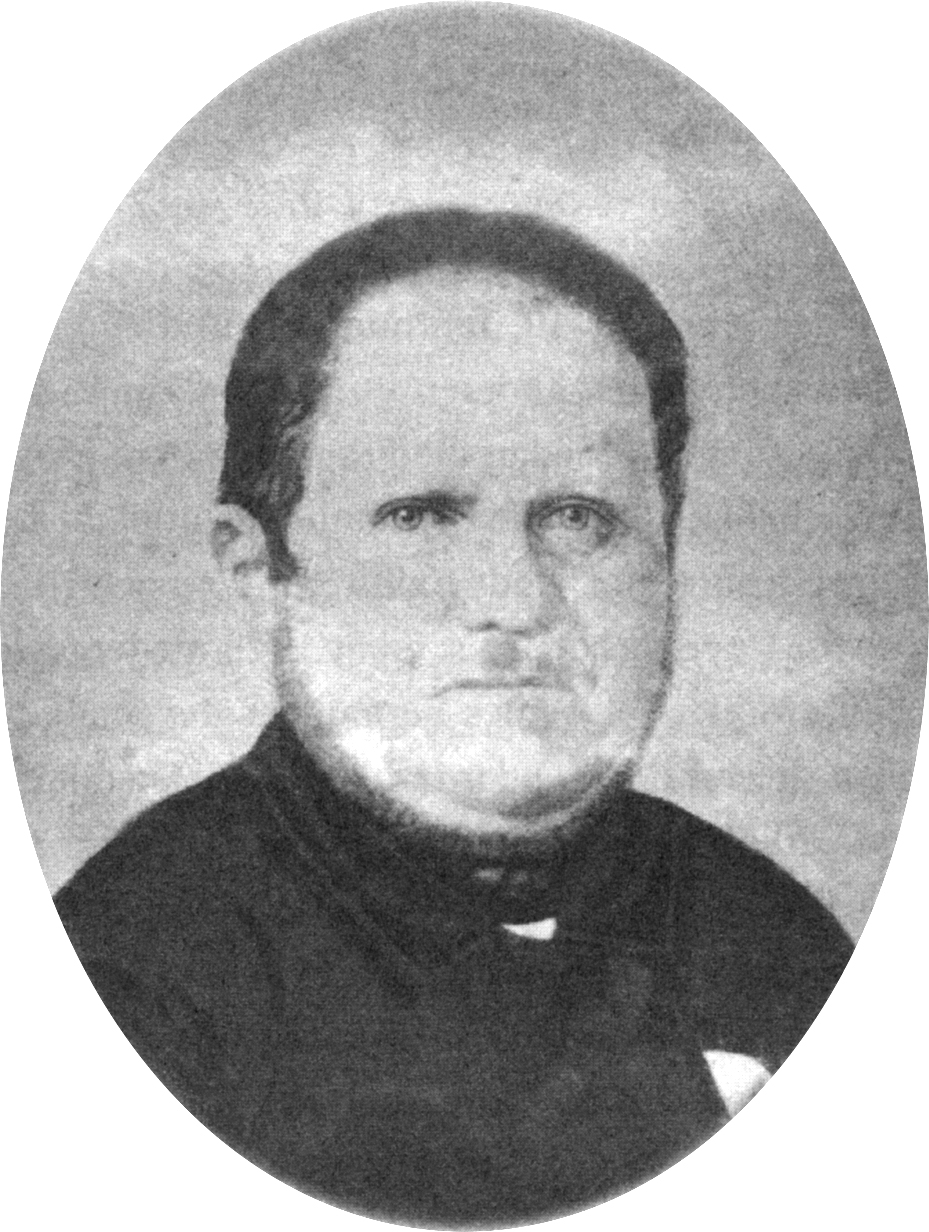
Philipp Sicherer

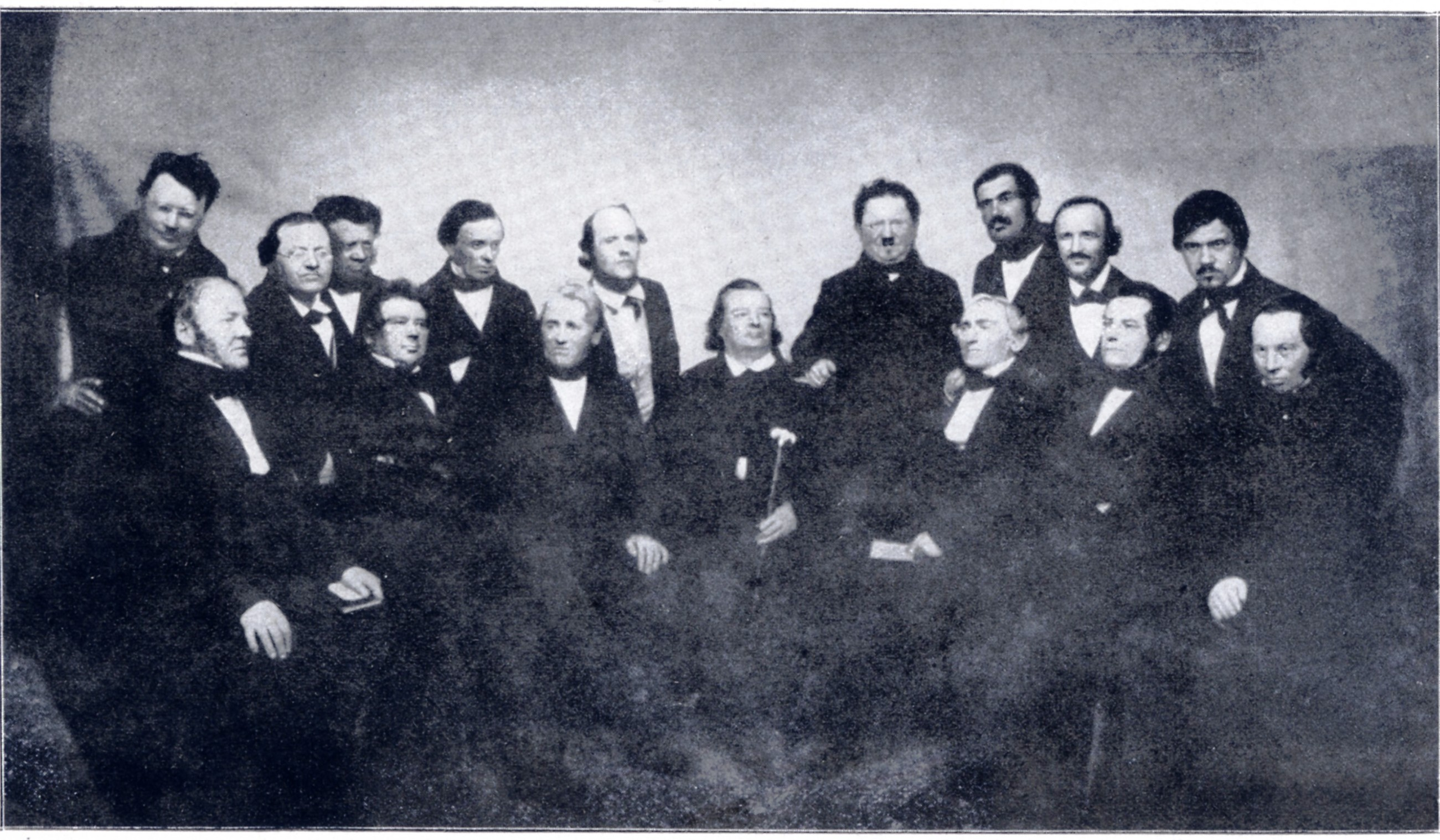
Philipp Sicherer (erste stehende Person rechts der Mitte) im Kreis der Gräßle-Gesellschaft 1855

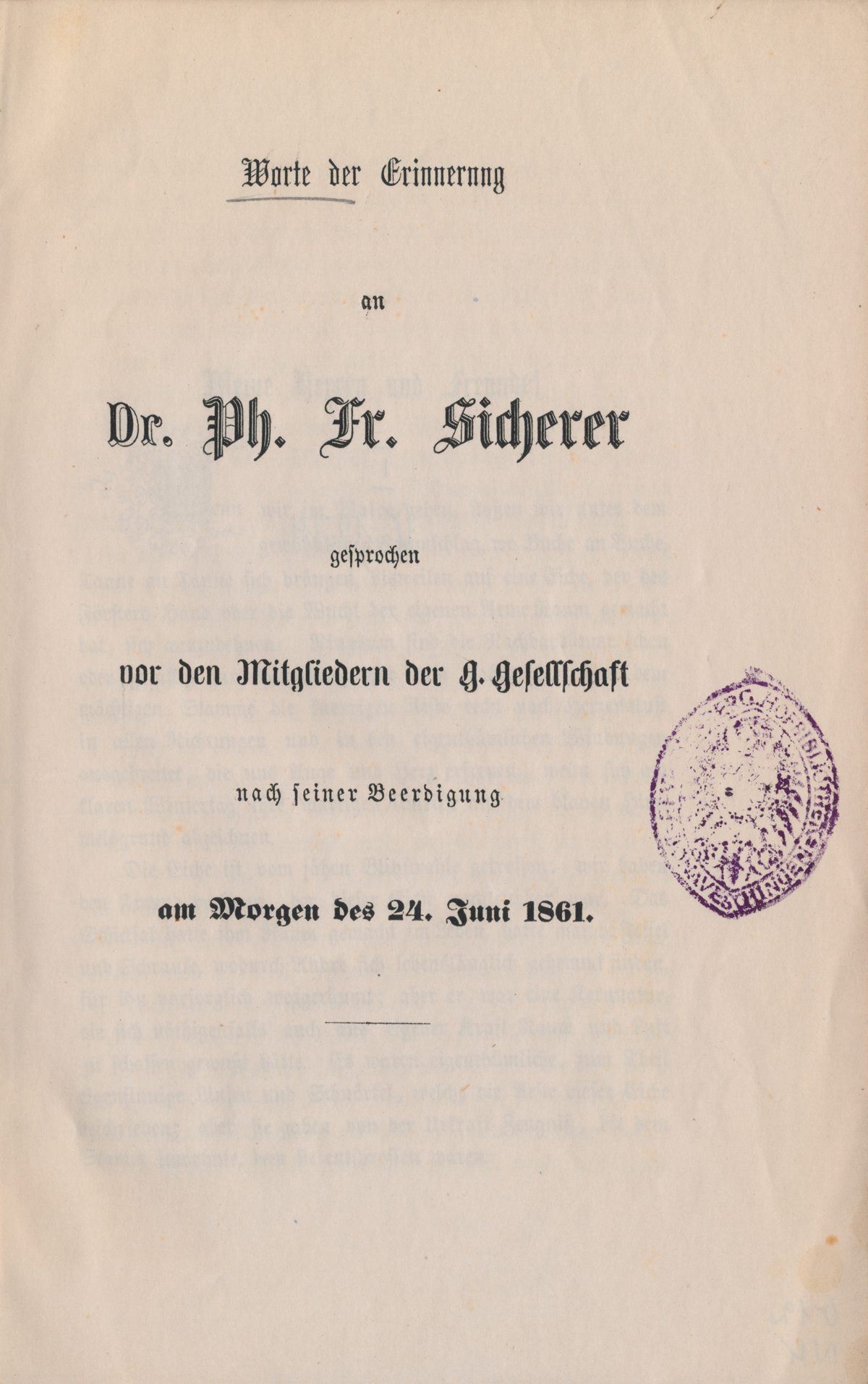
Titelblatt des Nachrufs auf Sicherer 1861

Philipp Friedrich Sicherer (* 14. Juni 1803 in Heilbronn; † 21. Juni 1861 in Baden-Baden) war Arzt und Mäzen in Heilbronn. Er entstammte einer Heilbronner Apothekerfamilie (Sicherer’sche Apotheke) und erlangte aufgrund einiger ärztlicher Erfolge überregionale Bedeutung. In seiner Heimatstadt machte er mehrmals umfangreiche Stiftungen für gemeinnützige Zwecke. Er war außerdem maßgeblich an der Gründung der Gräßle-Gesellschaft beteiligt, die sich im Wesentlichen aus Sicherers Freundeskreis zusammensetzte. Seit 1872 ist die Heilbronner Sichererstraße nach ihm benannt.

## Leben
Er war der Sohn des Heilbronner Apothekers Gottfried Friedrich Christoph Sicherer und der Johanna Juliane Charlotte Kornacher, einer Tochter des Heilbronner Bürgermeisters Georg Christoph Kornacher. Philipps jüngerer Bruder Karl August war für den Eintritt in die elterliche Apotheke bestimmt, während Philipp das Obergymnasium in Stuttgart absolvierte. Dort logierte er gemeinsam mit Karl von Gemmingen bei Christian Gottlieb Hölder. Mit von Gemmingen wechselte er 1821 zum Studium nach Tübingen. Sicherer studierte dort Medizin bei Christian Gmelin, Ferdinand von Gmelin, Gustav Schübler und Johann Heinrich Ferdinand Autenrieth. Sicherer promovierte schließlich 1825 mit einer Schrift zur Blutvergiftung. Anschließend begab er sich drei Jahre lang auf Reisen durch Westeuropa. Seinen Lebensunterhalt bestritt er aus einem beachtlichen, vom Vater geerbten Vermögen.
1828 ließ er sich als Arzt in Heilbronn nieder. 1831 wurde er Kreisgefängnisarzt. Im selben Jahr stiftete er der Stadt Heilbronn 5.000 Gulden, die zum Bau des neuen Paulinenspitals verwendet wurden, das das alte Katharinenspital ablöste und nach dessen Eröffnung Sicherer dort die Stellung eines Oberwundarztes bekleidete. Seine Behandlungserfolge gegenüber dem Typhus mit Seifenkuren wurden überregional beachtet. Sicherer publizierte auch seine Erfolge in der Anwendung der Authenrieth’schen Seife. 1845 bewarb er sich um die Stelle als Oberamtsarzt beim Oberamt Heilbronn, unterlag im Auswahlverfahren jedoch seinem Cousin Georg Klett. Kurz nach der Entdeckung der narkotischen Eigenschaften des Schwefeläthers führte Sicherer im Januar 1847 als erster württembergischer Chirurg eine Operation an einer mit Schwefeläther betäubten Patientin durch. Im selben Jahr lobte er 500 Gulden für den Bau einer Pferdebahn auf dem Wollhausareal aus. Er war Sammler von Kupferstichen und Büchern.
Neben seiner ärztlichen Arbeit beschäftigte sich Sicherer auch mit Geistererscheinungen, über die er sich bereits 1832 mit dem Weinsberger Oberamtsarzt Justinus Kerner auszutauschen begann. Mit Kerner verband ihn eine lebenslange Freundschaft.
Er war ab 1832 mit seiner Cousine Wilhelmine Klett, einer Tochter von Lisette Kornacher, der Schwester seiner Mutter, verheiratet. Die Ehe wurde 1844 geschieden. 1845 erneuerten die getrennten Eheleute ihr Testament, Philipp Sicherer vermachte einen Großteil seines Vermögens der Stadt Heilbronn zum Bau einer Gewerbeschule sowie zum weiteren Ausbau des Paulinenspitals.
Nach der Trennung von seiner Frau suchte der Junggeselle Sicherer Halt im gesellschaftlichen Leben seines Freundeskreises. Nach einem unflätigen Witz über die Scheidung aus dem Mund des Heilbronner Händlers Rudolf von Rauch suchte der Freundeskreis um Sicherer nach einem Weg, von Rauch aus der Runde auszuschließen, ohne auf die gemeinsamen Stunden im Lokal des Wirts David Gräßle verzichten zu müssen. Der Freundeskreis gründete dazu 1845 die exklusive Gräßle-Gesellschaft, zu der neben Sicherer, Kerner und von Gemmingen auch der Theologe David Friedrich Strauß, der Schultheiß Heinrich Titot und weitere Honoratioren zählten. Sicherer wurde als Pfalzgraf zum Vorsitzenden der Gesellschaft ernannt und pflegte dort eine skurrile Verehrung für den württembergischen Herzog Carl Eugen. Der reisefreudige Sicherer hielt den Kontakt zu Strauß auch noch, nachdem dieser aus Heilbronn verzogen war, und traf sich mit diesem und Kerner auch andernorts.
Der rothaarige und in späten Jahren reichlich beleibte Sicherer wird als derber und schrulliger Mensch beschrieben, dem jedoch auch ein scharfer Verstand und viel Feinsinnigkeit innewohnten. Er praktizierte in Heilbronn bis 1859. Bei einem Kuraufenthalt in Baden-Baden verstarb er 1861 an einem Schlaganfall. Den Nachruf auf ihn verfasste David Friedrich Strauß.
Laut seinem Testament hätten rund 80.000 Gulden, die aus seinem Testament an die Stadt Heilbronn gekommen waren, zum Bau einer gewerblichen oder industriellen Anstalt verwendet werden sollen. Stattdessen flossen die Mittel jedoch 1874 in den Wasserleitungsbau. 1872 wurde die Sichererstraße in Heilbronn nach ihm benannt. Sein Brustbild befand sich außerdem auch unter den Porträts verdienter Heilbronner, die die Wände des Treppenhauses des Alten Rathauses zierten.